# Krzysztof Janczak (siatkarz)
Krzysztof Janczak (ur. 12 listopada 1974 w Wałbrzychu) – polski siatkarz, grający na pozycji atakującego, następnie trener. Były reprezentant Polski, uczestnik igrzysk olimpijskich.

## Życiorys
Karierę klubową rozpoczął w klubie Chełmiec Wałbrzych, z którym został w 1993 został mistrzem Polski juniorów. Z zespołem seniorskim tego klubu zdobył w tym samym roku Puchar Polski. Po czterech latach gry w Wałbrzychu przeniósł się do Morza Szczecin. W 1997 trafił do niemieckiej Bundesligi do zespołu Moerser SC. Po sezonie wybrał grę w drużynie Jastrzębie Borynia, skąd przeniósł się do Gwardii Wrocław. Następnie przez Grecję, Katar, Rosję, Francję i Włochy trafił do Delecty Chemika Bydgoszcz, gdzie był kapitanem zespołu.
W latach 1993–2001 wystąpił 46 razy w reprezentacji Polski. W 1996 wystąpił z polską drużyną na Letnich Igrzyskach Olimpijskich w Atlancie.
Na początku sezonu 2009/2010, w którym również zakończył swoją karierę zawodniczą, przeniósł się do drugoligowej Burzy Wrocław, gdzie był grającym drugim trenerem. Z powodu kłopotów finansowych tego klubu postanowił przejść do pierwszoligowego Energetyka Jaworzno, gdzie objął funkcję trenera. Po kilku miesiącach zrezygnował z prowadzenia tego zespołu, motywując to rozbieżnością jego oczekiwań i celów przedstawionych przez włodarzy klubu.
W 2009 ukończył studia na Akademii Wychowania Fizycznego we Wrocławiu. Od lipca 2011 do listopada 2011 był trenerem pierwszoligowej żeńskiej drużyny KS Piecobiogaz Murowana Goślina. Następnie obejmował funkcje szkoleniowca trzecioligowego KS Milicz i drugoligowej Victorii Wałbrzych, a także drużyn młodzieżowych w Impelu Wrocław. W 2019 został trenerem Gwardii Wrocław, odszedł z tej funkcji w lutym 2021.

## Sukcesy

### Zawodnicze
Puchar Polski
- 1. miejsce (1993)

Mistrzostwo Polski
- 2. miejsce (1998)
- 3. miejsce (1997, 2001)

### Trenerskie
Mistrzostwo I ligi
- 1. miejsce (2015)